# Grallaria ruficapilla
Grallaria ruficapilla là một loài chim trong họ Grallariidae.

## Hình ảnh

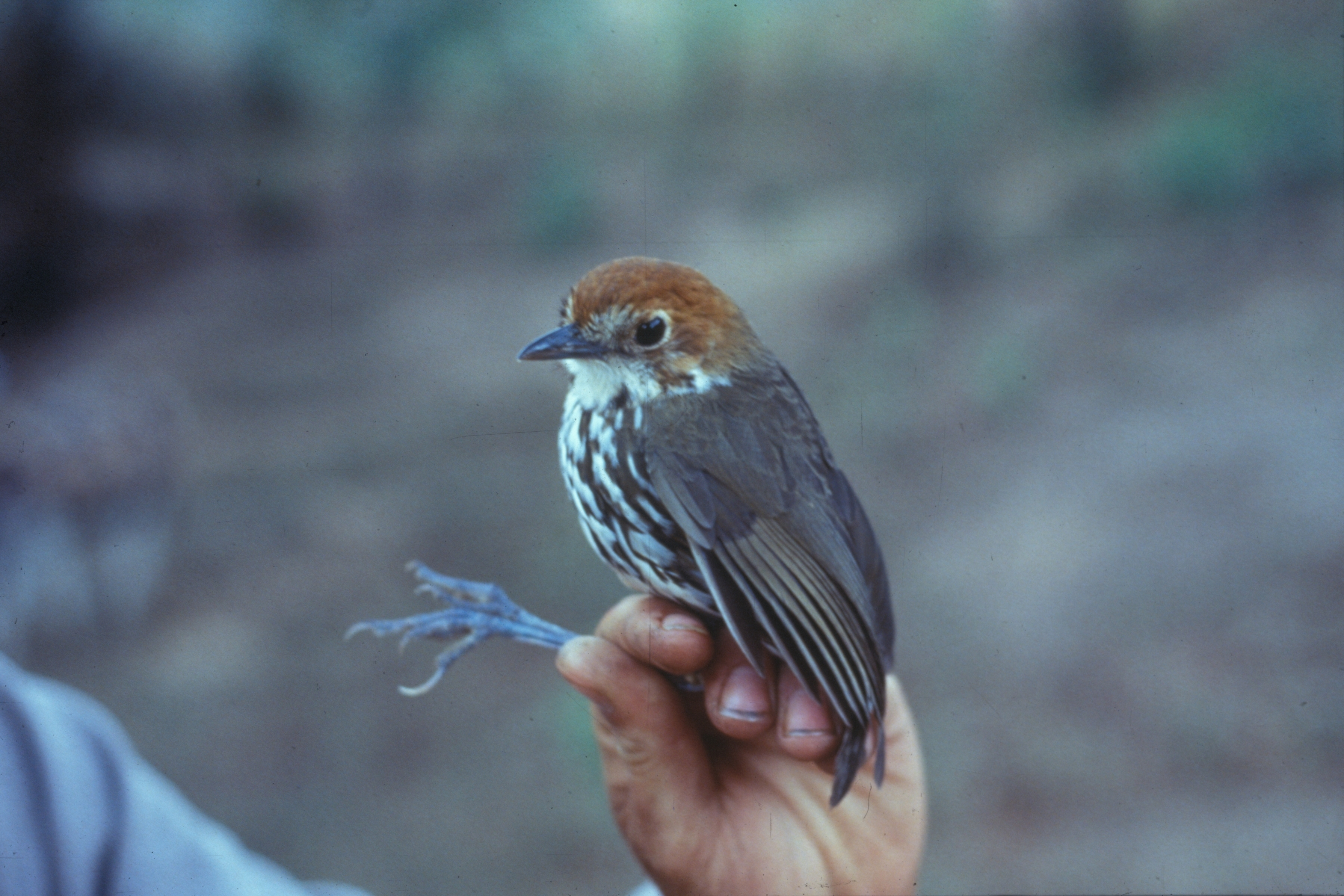
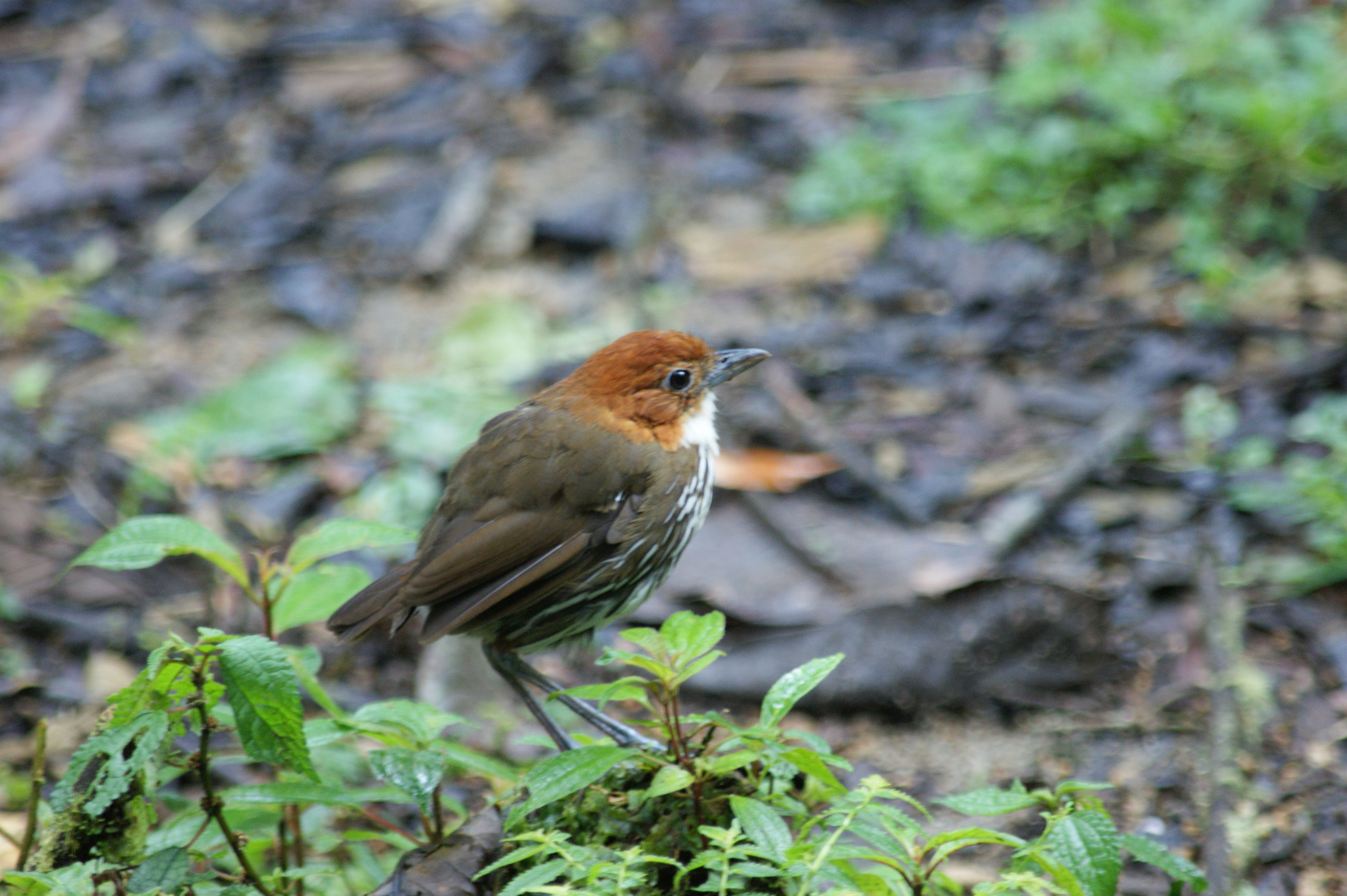